# Bombe à hydrure d'uranium
La bombe à hydrure d'uranium est une variante de conception de la bombe atomique d'abord suggérée par Robert Oppenheimer en 1939, puis soutenue et testée par Edward Teller. Elle utilise du deutérium, un isotope de l'hydrogène, comme modérateur de neutrons dans un composé U 235-deutérium. La réaction en chaîne est une fission lente. L'efficacité de la bombe est très réduite par la thermalisation des neutrons qui retarde la réaction.
Deux bombes à hydrure d'uranium ont été testées lors de l'opération Upshot-Knothole. Les essais Ruth et Ray ont développé une puissance de 200 tonnes de TNT chacun. Pour cette raison, les deux sont considérés comme des long feux,. Tous les autres programmes d'armes nucléaires sont basés sur une conception utilisant des neutrons rapides.

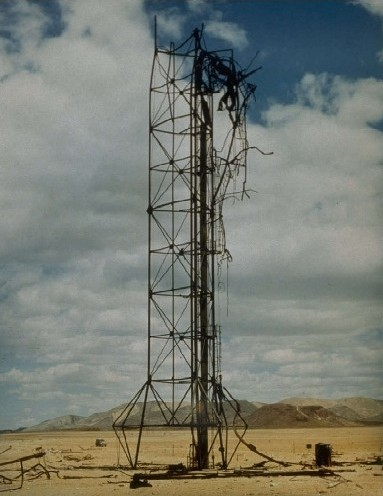
Tour de l'essai Ruth lors de l'opération Upshot-Knothole. L'explosion n'est pas parvenue à détruire la tour, l'endommageant seulement quelque peu.

## Théorie
L'hydrogène dans l'hydrure d'uranium (UH3) ou dans l’hydrure de plutonium (PuH2) modère (ralentit) les neutrons, ce qui augmente la section efficace nucléaire pour l'absorption des neutrons. Ce phénomène permettrait de ne mettre en œuvre qu'une masse critique réduite, diminuant ainsi la quantité d'235U pur ou de plutonium nécessaire à une explosion. Les neutrons plus lents retardent trop le temps de réaction et réduisent l'efficacité de l'arme. En effet, cela augmente le temps entre chaque événement où des neutrons secondaires sont libérés des noyaux, ce qui retarde d'autant la vitesse de l'explosion. Cela crée un problème dans le confinement de l'explosion, l'inertie utilisé pour confiner les bombes à implosion n’est pas en mesure de confiner la réaction. Le résultat final peut être un long feu au lieu d'une explosion. Le niveau de l'énergie prévue serait de 1 000 tonnes d'équivalent TNT.

## Essais de 1953
Au cours des premières phases du Projet Manhattan, en 1943, l'hydrure d'uranium est étudié car il est considéré comme un matériau prometteur pour la fabrication d'une bombe atomique. Le concept d'une bombe à hydrure d'uranium est abandonné au début de 1944 car sa conception se serait avérée inefficace. Après la Seconde Guerre mondiale, les physiciens à Los Alamos sont sceptiques quant à l’utilisation d’hydrure d'uranium dans les armes. Edward Teller est resté intéressé, si bien que lui et Ernest Lawrence ont expérimenté ces dispositifs dans les années 1950 au Laboratoire des radiations de l'université de Californie (University of California Radiation Laboratory : UCRL, qui deviendra plus tard le Laboratoire national de Lawrence Livermore).
Deux bombes sont testées en 1953 lors de l’opération Upshot-Knothole. L'objectif du UCRL est de produire une explosion assez puissante pour initier une arme thermonucléaire, avec la quantité minimale de matière fissile. Les éléments nucléaires de la bombe sont composés d'hydrure d'uranium et de l'hydrogène[réf. souhaitée] ou, dans le cas de l’essai Ray, de deutérium, qui agit comme modérateur de neutrons.
Ruth est le premier engin entièrement conçu à Livermore. Il est mis à feu le 31 mars 1953 à 5 h heure locale (13 h GMT) à Mercury, dans le Nevada. L'engin explosif, Hydride I, pèse 3 400 kg, a un diamètre de 140 cm et une longueur de 170 cm. La puissance attendue est de 1,5 à 3,0 kilotonnes, mais sa puissance réelle est de 200 tonnes. Wally Decker, un jeune ingénieur du UCRL, a rapporté que l'explosion a fait « pop ». La partie inférieure (61 m) de la tour de 91 m est restée intacte, même si le tiers supérieur a été détruit. 

Le second engin explosif, Ray, utilise du deutérium. Il est mis à feu à partir d’une tour de 30 m de haut le 11 avril 1953. Bien qu'il ait détruit la tour, le rendement est également de 200 tonnes, loin de la puissance prévue de 0,5 à 1 kt de TNT.